# Youyi Shan
Youyi Shan (chinesisch 友誼山 ‚Freundschaftshügel‘) ist ein Hügel an der Ingrid-Christensen-Küste des ostantarktischen Prinzessin-Elisabeth-Lands. Er ragt 50 m südlich der Hauptgebäude der chinesischen Zhongshan-Station und nordwestlich des Xiannü Feng im Norden der Halbinsel Xiehe Bandao in den Larsemann Hills auf.
Chinesische Wissenschaftler benannten ihn 1989 in Erinnerung an die freundschaftliche Zusammenarbeit mit Wissenschaftlern der russischen Progress-Station.